# Bataille de Talavera
Guerre d'indépendance espagnole
Batailles
- Uclès
- Yevenes
- Ciudad Real (es)
- Miajadas
- Medellín
- Alcantara
- Talavera
- Arzobispo
- Almonacid
- Baños
- Tamames
- Hostalrich
- Ocaña
- Alba de Tormes
- Cadix
- Valverde

La bataille de Talavera, ou de Talavera de la Reina, est une sanglante bataille de la campagne napoléonienne d'Espagne, qui se déroula les 27 et 28 juillet 1809 à Talavera de la Reina, dans la province de Tolède.

## Campagne précédant la bataille
Après avoir chassé du Portugal l'armée française du maréchal Soult, les 20 000 hommes du général Arthur Wellesley avancent en Espagne pour faire leur jonction avec les 33 000 Espagnols du général Cuesta. Ils remontent la vallée du Tage jusqu'à Talavera de la Reina, à 115 km au sud-ouest de Madrid. Là, ils rencontrent 50 000 Français répartis en deux corps d'armée, celui du maréchal Victor et celui du général Sébastiani, sous le commandement du roi d'Espagne, Joseph Bonaparte, assisté du maréchal Jourdan, son chef d'état-major. Les forces alliées combinées ont une occasion de défaire le corps d'armée de Victor en avant-garde à Talavera, mais Cuesta refuse obstinément de combattre un dimanche, offrant ainsi aux Français l'occasion de s'échapper.

## Déroulement
Le jour suivant, le 26 juillet, ayant raté sa meilleure chance de victoire, Cuesta lance son armée après Victor, perdant l'affrontement avec l'armée française, maintenant dirigée par Joseph Bonaparte, qui a reçu des renforts. Les Espagnols battent précipitamment en retraite. Plusieurs bataillons britanniques sont nécessaires pour les couvrir. Wellesley manque d'être capturé par la cavalerie française. La nuit, une patrouille de dragons français hante les abords du campement de l'infanterie espagnole. Dix mille d'entre eux ouvrent le feu simultanément dans une des plus grandes salves tirées pendant les guerres napoléoniennes. Paniqués par leur propre feu, les Espagnols s'enfuient, ne jouant pratiquement aucun rôle dans la bataille du jour suivant.
Les Français traversent l'Alberche à 15 heures le 27 juillet. À 17 heures, ils attaquent la droite des Espagnols et la gauche des Britanniques. Une colline est prise, perdue et reprise jusqu'à ce que les Britanniques la tiennent fermement. À l'aube du 28 juillet, les Français les attaquent encore afin de reprendre la colline, mais sont repoussés. La canonnade se prolonge jusqu'à midi, où une trêve de deux heures est déclarée. À 14 heures, un feu nourri démarre en prélude à quelques escarmouches entre infanterie et cavalerie. Vers 17 h 30 – 18 heures, un engagement majeur repousse les Français. La canonnade continue dans la nuit. À l'aube du jour suivant, les Français se retirent, laissant leurs blessés et deux brigades d'artillerie sur le champ de bataille.

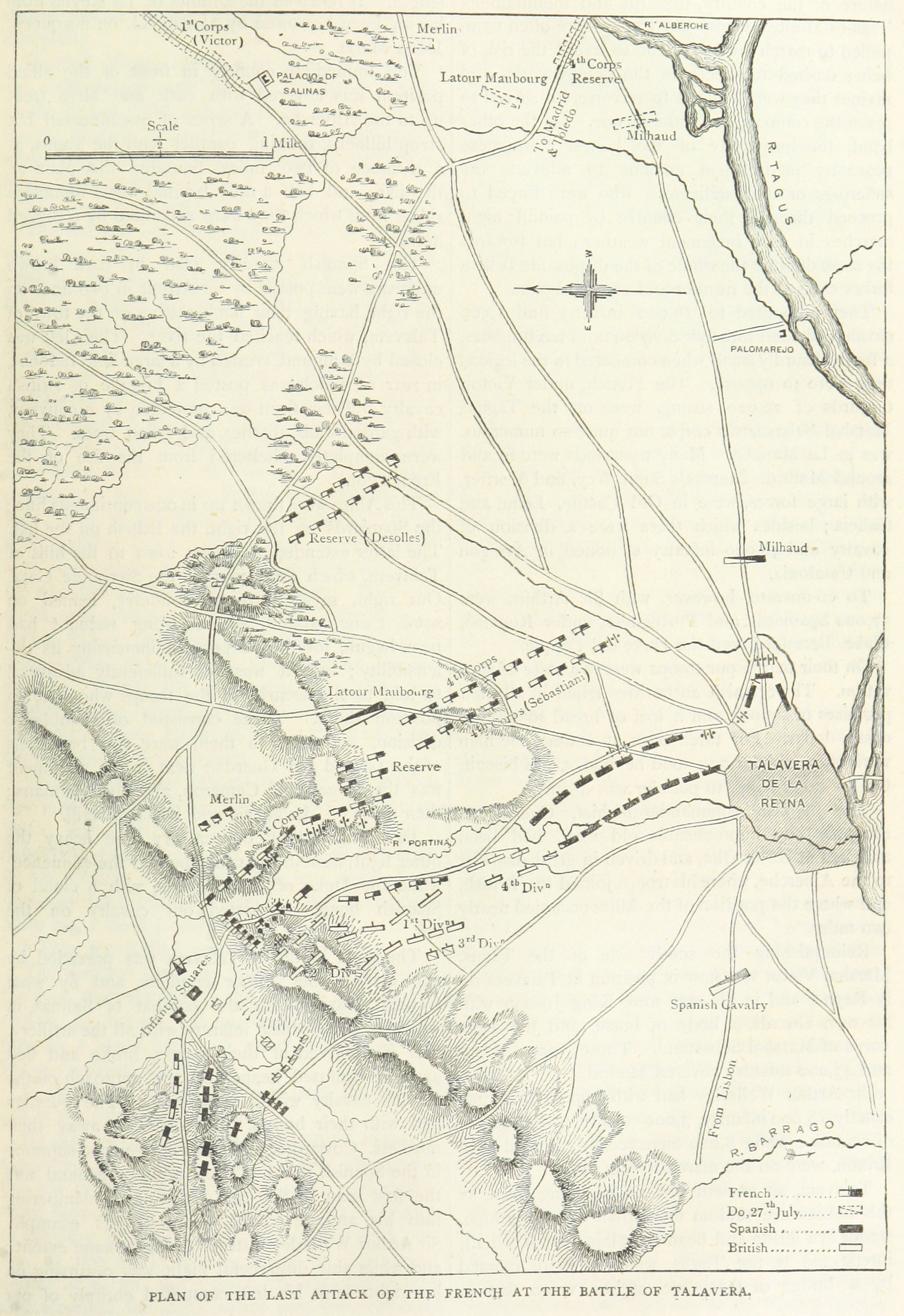
Carte de la bataille

## Bilan
Les forces britanniques ont été les plus éprouvées dans cette bataille âprement disputée. Elles perdent 6 200 hommes, alors que les Espagnols n'en perdent qu'un millier. Les Français comptent 7 390 morts ou blessés. Un grand nombre des blessés des deux côtés meurent brûlés vifs quand l'herbe sèche prend feu.
Afin d'éviter un affrontement immédiat avec l'armée du maréchal Soult qui s'avance, Arthur Wellesley bat en retraite jusqu'à Lisbonne, laissant plusieurs milliers de blessés sous la protection de Cuesta. L'Espagnol les abandonne peu après. Ils sont récupérés par les Français. Ce fait altéra la confiance entre Britanniques et Espagnols pour le reste du conflit.
Bien que les Espagnols se soient engagés à fournir des vivres à leurs « alliés » à leur entrée en Espagne, non seulement ils ne tiennent pas parole, mais menacent de pillage toute ville qui leur vendrait des provisions. Les Britanniques, forcés de poursuivre leur retraite jusqu'au Portugal, ne leur font plus jamais confiance. Dès lors, le Royaume de Portugal devient le principal allié de la Grande-Bretagne.
Après cette bataille Arthur Wellesley fut nommé vicomte de Wellington de Talavera.

### Sources et bibliographie
- (en) Cet article est partiellement ou en totalité issu de l’article de Wikipédia en anglais intitulé « Battle of Talavera » (voir la liste des auteurs).
- Diégo Mané, « Les Armées à Talavera, 27-28 juillet 1809 », Planète Napoléon,‎ 4 mars 2010 (lire en ligne).
- (en) Andrew Field, Talavera : Wellington's first victory in Spain, Barnsley, South Yorkshire, Pen & Sword Military, 2006, 184 p. (ISBN 978-1-844-15268-1)
- (en) Jac Weller, Wellington in the peninsula, 1808-1814, London Calif, Greenhill Books Presidio Press, 1992, 392 p. (ISBN 978-1-848-32653-8)